# 安藤組
安藤組（あんどうぐみ）は、株式会社東興業（あずまこうぎょう）の俗称。マスコミによって、名付けられた。業種は、不動産売買、興行、警備、水商売の用心棒、賭博など。昭和27年（1952年）から昭和39年（1964年）12月9日 まで活動した。社長は安藤昇。最盛期の組員（社員）は1000人を超えた。

## 歴史
昭和27年（1952年）7月、安藤昇が、東京都渋谷区宇田川町に、株式会社東興業を設立し、正式に登記した。

## エピソード
- 安藤昇が率いる愚連隊・「下北沢グループ」は、戦勝国民と称して都心の主要駅前を占拠し闇市を取り仕切っていた在日朝鮮人と対立し、自警団を組織して戦っていた。
- 運営方針は、指詰めや薬物を禁止したり入れ墨を嫌うなど、都会的でスマートな安藤の個性を大きく反映している。
- 組織編制は時に流動的。反面、制約を嫌う不良青少年の支持を得た。初期の構成員には大学生が多かった。ノンフィクションである安藤昇『激動―血ぬられた半生』(双葉社、1998年、ISBN 4575506605)では安藤組は都内の料亭を借りて賭場を開いていたとしている。渋谷は安藤の進出(※)以前の明治期から落合一家がシマとして守っている。※安藤は大久保の素封家出身。
- 博徒の縄張防衛は死んでも守るとして「死守り」と呼ばれるが山平重樹『血風賽の目侠伝―落合一家総長 高橋岩太郎一代記』(三一書房、1993年、ISBN 4380932788)によると落合一家の高橋岩太郎総長は、中野の万年東一より安藤を紹介されると渋谷での活動には庇護を与え、賭場の運営も許している。ヒエラルキーを構成するやくざ社会においては愚連隊が名門博徒のシマ内で堂々と賭場を開いているのは白眼視された。『実話ナックルズ』での安藤のインタビュー記事ではこの高橋との交流についても本人が証言をしている。
- 同じく渋谷を庭場とする的屋の武田組（武田一郎組長。飯島連合会）とは、安藤昇『激動―血ぬられた半生』(双葉社、1998年、ISBN 4575506605)で仮名となっているが親分の武田と安藤は親交があったとされる。反面、武田組や武蔵小山の伝統的硬派少年の流れを汲む鹿十団と安藤組はモメ事を起こしていたとも記述している。
- 宮崎学『不逞者』(幻冬舎＜アウトロー文庫＞、1999年、ISBN 4877287345)によると東興業の“東”は万年東一に因むとされる。余談だが、当時の新宿は小金井一家の、銀座は生井一家(篠原組)の縄張りである。
- 後に関東やくざ社会の金看板となった村山洋二（弥根家一家総長）は、当時の安藤は東京でも珍しい外車を乗り回していたと『実話時代』三和出版で語っている。

## 歴代組長
- 安藤昇（社長） - 法政大学中退

## 幹部・準幹部
- 久住呂潤（大幹部、参謀格）
- 志賀日出也（専務、赤坂支店長）- 解散後は住吉連合会常任相談役。
- 須崎清（大幹部。安藤 昇の代人と用心棒）。
- 花形敬（大幹部） - 明治大学予科。
- 花田瑛一（大幹部、営業責任者）
- 石井福造（大幹部） - 国士舘中学。のちに住吉連合常任相談役を経て、住吉会常任相談役。
- 森田 雅（大幹部）
- 大塚稔（大幹部） - 元ボクシング東日本新人王。解散後は大日本一誠会二代目。
- 小笠原郁夫（大幹部）
- 西原健吾（幹部） - 國學院大學。
- 黒木健児（幹部） - 法政大学。
- 西条剛史（幹部） - 法政大学。
- 佐藤昭二（幹部）- 国士舘大学。
- 庄司 茂（幹部）
- 三吉（幹部） - 元は館崎直也（安藤 昇の兄貴分）の舎弟
- 野田克己（幹部）
- 杉本法介 - 立教大学。
- 千葉一弘 - 横井英樹襲撃犯。解散後は住吉会住吉一家石井会相談役。
- 矢島武信 - 立教大学。解散後は小金井一家新宿東初代。
- 瀬川康博 - 解散後は五代目酒梅組若頭補佐。

## 安藤組関連の書籍
- 安藤昇『東海の殺人拳』双葉社　1982年、ISBN 978-4198125820
- 安藤昇『自伝安藤昇』ぶんか社、2001年、ISBN 4821107341
- 安藤昇『やくざと抗争　上巻』徳間書店＜文庫＞、1993年、ISBN 4-19-890018-3
- 安藤昇『やくざと抗争　下巻』徳間書店＜文庫＞、1993年、ISBN 4-19-890019-1
- 安藤昇『激動―血ぬられた半生』双葉社、1998年、ISBN 4575506605
- 森田雅『修羅場の人間学-実録　安藤組外伝』徳間書店＜文庫＞、1995年、ISBN 4198904375
- 森田雅『闘いて候う』洋泉社、1998年、ISBN 489691296-9
- 本田靖春『疵　花形敬とその時代』文藝春秋＜文庫＞、1987年、ISBN 4167263041
- 三田和夫『読売梁山泊の記者(ぶんや)たち―戦後・新聞風雲録』、紀尾井書房 (1991/12)、ISBN 978-4765610612
- 安藤昇・向谷匡史・神田たけ志『餓狼の系譜　1』竹書房、2002年、ISBN 4-8124-5590-1
- 安藤昇・向谷匡史・神田たけ志『餓狼の系譜　2』竹書房、2002年、ISBN 4-8124-5606-1
- 安藤昇・向谷匡史・神田たけ志『餓狼の系譜　3』竹書房、2002年、ISBN 4-8124-5610-X
- 安藤昇・向谷匡史・神田たけ志『餓狼の系譜　4』竹書房、2002年、ISBN 4-8124-5620-7
- 安藤昇・向谷匡史・神田たけ志『餓狼の系譜　5』竹書房、2002年、ISBN 4-8124-5629-0
- 安藤昇・向谷匡史・神田たけ志『餓狼の系譜　6』竹書房、2002年、ISBN 4-8124-5640-1
- 安藤昇・向谷匡史・神田たけ志『餓狼の系譜　7』竹書房、2002年、ISBN 4-8124-5652-5
- 安藤昇・向谷匡史・神田たけ志『餓狼の系譜　8』竹書房、2002年、ISBN 4-8124-5662-2
- 安藤昇、香月賢、前田俊夫『実録　餓狼ヤクザ伝　安藤昇　顔の瑕編』竹書房、2007年、ISBN 978-4-8124-6391-8
- 安藤昇、香月賢、二ツ木哲郎『実録　餓狼ヤクザ伝　安藤組　安藤昇　新宿血気編』竹書房、2007年、ISBN 978-4-8124-6627-8
- 本田靖春『疵（きず）　花形敬とその時代』文藝春秋＜文春文庫＞、1987年、ISBN 4167263041
- 安藤昇、天龍寺弦、影丸穣也『実録　疵ヤクザ伝　安藤組　花形敬　伝説のケンカ師編』竹書房、2006年、ISBN 4-8124-6364-5
- 安藤昇、天龍寺弦、影丸穣也『実録　疵ヤクザ伝　安藤組　花形敬　不死身の伝説編』竹書房、2007年、ISBN 978-4-8124-6619-3

## 安藤組関連の映画・オリジナルビデオ
- 『血と掟』（1965年、松竹）
- 実録安藤組シリーズ（東映）
  - 『やくざと抗争]（1972年）
  - 『やくざと抗争 実録安藤組』（1973年）
  - 『実録安藤組 襲撃篇』（1973年）
  - 『安藤組外伝 人斬り舎弟』（1974年）
  - 『安藤昇のわが逃亡とSEXの記録』（1976年）
- 『塀の中の懲りない面々』（1987年、松竹）
  - 『塀の中のプレイボール』（1987年、松竹）
- 『疵』（1988年、東映）
- 『修羅場の人間学』（1993年、東映）
- 『実録新宿の顔 新宿愚連隊物語』（1997年、ムービーブラザース）
  - 『実録新宿の顔 新宿愚連隊物語2』（1997年、ムービーブラザース）
- 『安藤組外伝 群狼の系譜』全5巻（1998年 - 2000年、日本スカイウェイ）※1・2巻は映画、3-5巻はVシネマ。
- 『安藤組外伝 掟』（2000年、日本スカイウェイ）
- 『実録・安藤組外伝 地獄道』（2001年、東映ビデオ）
- 『実録・安藤組外伝 餓狼の掟』（2002年、東映ビデオ）「疵」リメイク
- 『渋谷物語』（2004年、東映ビデオ）